# Wolfgang Krapp
Wolfgang Krapp (* 22. Juli 1933) ist ein ehemaliger deutscher Polizeioffizier. Er war Leiter der Hauptabteilung Kampfgruppen im Ministerium des Innern (MdI) der DDR.

## Leben
Krapp wurde 1950 Angehöriger der Deutschen Volkspolizei (DVP) und Mitglied der Sozialistischen Einheitspartei Deutschlands (SED). Er leistete bis 1952 Dienst im Wachbataillon Erfurt und in der Landespolizeibehörde Thüringen. Von 1952 bis 1955 arbeitete er als Sachbearbeiter und Referatsleiter im Ministerium für Staatssicherheit (MfS) bzw. Staatssekretariat für Staatssicherheit (SfS), von 1955 bis 1958 als Offizier für Organisation bei den Inneren Truppen in Berlin. Von 1959 bis 1963 fungierte er als kommissarischer Leiter der Abteilung Organisation/Nachweisführung des Kommandos Bereitschaftspolizei Berlin. Nach einem Studium an der Militärakademie Friedrich Engels von 1963 bis 1965 war er von 1965 bis 1969 Stellvertreter des Leiters der Hauptabteilung Bereitschaften und ab 1972 im Rang eines Oberstleutnants der VP Leiter der Hauptabteilung Kampfgruppen im MdI (Nachfolger von Karl Mellmann). Am 1. Juli 1973 wurde er zum Oberst der VP befördert und am 30. Juni 1978 von Erich Honecker zum Generalmajor ernannt. Nach dem Beschluss des Ministerrates der DDR vom 14. Dezember 1989, die Tätigkeit der Kampfgruppen-Verbände bis zum 30. Juni 1990 zu beenden, war Krapp bis zum Mai 1990 mit der Abwicklung der Kampfgruppen befasst.

## Auszeichnungen
- 1974 Vaterländischer Verdienstorden in Bronze und 1983 in Silber
- 1981 Ehrentitel Verdienter Volkspolizist der Deutschen Demokratischen Republik
- 1988 Scharnhorst-Orden